# Aanslag op het Jazirahotel in Mogadishu op 1 januari 2014
Op 1 januari 2014 werd een aanslag gepleegd op het Jazirahotel in de Somalische hoofdstad Mogadishu. Bij de aanslag kwamen elf mensen, onder wie ook soldaten, om het leven en raakten 17 mensen gewond. De vermoedelijke dader is de Al-Shabaabbeweging, die meerdere aanslagen heeft gepleegd in het land.
De aanslag gebeurde met drie bomauto's voor het Jazirahotel, dat zich in een sterk bewaakte wijk nabij de luchthaven bevindt, en waar regelmatig regeringsfunctionarissen verblijven. Twee bommen explodeerden na elkaar. De tweede bom, die krachtiger was dan de eerste, ontplofte toen veiligheidsmensen hulp boden aan de slachtoffers van de eerste explosie en ambulances zich naar de plaats van de ontploffing begaven. Volgens getuigen was er na de eerste ontploffing ook meteen geweervuur tussen de veiligheidstroepen en aanvallers. Een derde bom ontplofte ongeveer een uur later toen het leger de auto waarin die verstopt was, doorzocht.
Vermoed wordt dat de terreurbeweging Al-Shabaab achter de aanslag zit. Sinds zij door Afrikaanse ordetroepen in augustus 2011 uit de hoofdstad is verdreven, heeft zij meerdere aanslagen gepleegd in Somalië. Het hotel was in september 2013 al het mikpunt van een aanslag door islamistische zelfmoordterroristen toen president Hassan Sheikh Mohamud er een nieuwsconferentie gaf.

Zie ook:
- Bomaanslag in Mogadishu op 3 augustus 2008
- Bomaanslag in Mogadishu op 14 oktober 2017